# 乐东关木通
乐东关木通（学名：Isotrema ledongense）是马兜铃科关木通属的一种植物，是中国的特有植物。分布于中国海南。
叶片披针形或披针状椭圆形, 基部浅心形。